# Lake Maleit
Lake Maleit är en sjö i Sydsudan.   Den ligger i delstaten Warrap, i den centrala delen av landet, 500 kilometer nordväst om huvudstaden Juba. Lake Maleit ligger 409 meter över havet.